# Cryptomastridae
Famille
Les Cryptomastridae sont une famille d'opilions laniatores. On connaît quatre espèces dans deux genres.

## Distribution
Les espèces de cette famille sont endémiques des États-Unis. Elles se rencontrent en Oregon et en Idaho.

## Liste des genres
Selon World Catalogue of Opiliones (19/05/2021) :
- Cryptomaster Briggs, 1969
- Speleomaster Briggs, 1974

## Publication originale
- Derkarabetian, Starrett, Tsurusaki, Ubick, Castillo & Hedin, 2018 : « A stable phylogenomic classification of Travunioidea (Arachnida, Opiliones, Laniatores) based on sequence capture of ultraconserved elements. » ZooKeys, no 760, p. 1–36 (texte intégral).